# Михновский, Николай Иванович
Николай Иванович Михновский (укр. Мико́ла Іва́нович Міхно́вський; 31 марта 1873, село Туровка, Полтавская губерния — 3 мая 1924, Киев) — украинский адвокат, политический и общественный деятель, один из лидеров украинского национального движения конца XIX — начала XX века, сторонник идеи государственной независимости Украины, один из основоположников украинского национализма. Участвовал в создании первой политической партии Восточной Украины — Революционной украинской партии (РУП). Лидер Украинской народной партии (1902—1907), соорганизатор Украинской демократическо-хлеборобской партии (1917), член Братства самостийников.

## Ранние годы
Николай Михновский принадлежал к старинному казацкому роду, корни которого прослеживаются с XVII века. Родился в семье сельского священника. Мировоззрение детей в семье формировалось под влиянием отца, который воспитывал их в «самостийницком духе». Отец Николая свято берёг национальные традиции и проводил богослужения на украинском языке.
Образование получил в Прилукской гимназии. В 1890 году поступил на юридический факультет Киевского университета.

### Участие вБратстве тарасовцев
Рост украинского национального самосознания в конце XIX века привёл к расколу среди украинской интеллигенции. Старшее поколение отдавало приоритет в решении «украинского вопроса» культурно-просветительской деятельности, их требования сводились к умеренным реформам, которые бы устранили национально-культурные ограничения для украинцев в Российской империи. Революционно настроенную молодёжь, однако, привлекали идеи социализма. Они считали, что национального освобождения можно добиться через освобождение социальное, через совместную с другими народами борьбу против существующего в России социального устройства. В начале 1890-х годов, однако, в украинском национальном движении зародилось новое течение, выдвинувшее лозунг государственной независимости украинской нации. Именно Николай Михновский стал зачинателем этого течения.
Уже на первом курсе Михновский присоединился к украинскому освободительному движению и стал членом «Молодой громады». Но культурная деятельность, далёкая от политики, его не увлекала. В поисках сторонников радикально настроенный юноша в 1892 году вступил в тайную студенческую организацию. Первая украинская национальная организация с выраженными политическими целями была основана группой студентов Харьковского университета, которые летом 1891 года участвовали в проведении статистической переписи на Черкасщине, недалеко от могилы Тараса Шевченко. Именно там четверо молодых людей (в том числе В. Боровик и И. Липа) присягнули на верность Украине и основали тайное политическое общество, назвав его в честь великого поэта «Братством тарасовцев».
Михновский, присоединившийся к киевской ячейке организации в 1892 году, очень быстро стал идеологом и лидером Братства. Именно он как будущий юрист взял на себя разработку идеологической платформы, известной как «Credo молодого украинца». «Братство тарасовцев» провозгласило своей целью борьбу за «самостоятельную суверенную Украину, соборную, единую и неразделённую, от Сана до Кубани, от Карпат до Кавказа, свободную среди свободных, без пана и хама, без классовой борьбы, федеративную по своей сути».

Такими виделись пути достижения поставленной цели:
Наше поколение должно создать свою украинскую национальную идеологию для борьбы за освобождение нации и для создания своего государства… Будем жить своим умом, хотя бы он был и неотёсанным, мужицким, потому что иначе мы свой народ никогда не освободим. В противоположность московскому революционному интернационализму и социализму, наш путь идёт по линии индивидуализма и революционного национализма.
Дело «тарасовцев» казалось практически безнадёжным, и тем не менее у молодых «самостийников» по всей Украине появились единомышленники не только среди студентов, но и среди крестьян, горожан, интеллигенции. Организация прекратила своё существование в 1893 году после того, как часть «тарасовцев» была арестована, а оставшиеся высланы из городов.
Михновскому удалось избежать ареста. Он окончил обучение и начал работать в одной из адвокатских контор Киева, не прекращая при этом общественной деятельности. В 1897 году во Львове он установил тесные контакты с западноукраинскими деятелями и закупил большое количество запрещённых изданий, в том числе произведения М. П. Драгоманова и Ивана Франко. Полиция считала его «крайним по убеждениям украинофилом с грубыми и совершенно несимпатичными методами и формами и направлением безусловно антигосударственным».

## Харьковский период
В 1899 году Михновский переехал жить в Харьков, что было связано с личной драмой: влюбившись в жену своего начальника А. Д. Фурмана, он вместе с ней вынужден был покинуть Киев и вернуться в село на Полтавщине, где его отец был приходским батюшкой. Но брак не состоялся, и Михновский так и остался холостым. Возможно потому, что невеста была еврейкой, а в семье Михновских разговоры «о жидах» (то есть о евреях, в переводе с украинского) были в порядке вещей. Он занялся адвокатской деятельностью, открыл собственную контору и быстро добился успеха на этом поприще. В 1906 году на так называемом Лубенском процессе двух украинских деятелей — братьев Шеметов — осудили на смертную казнь, но благодаря адвокатскому таланту Михновского они были освобождены. В том же году был избран гласным Городской думы Харькова. Также служил секретарём богатой вдовы и меценатки Христины Даниловны Алчевской.
Своей деятельностью Михновский завоевал авторитет среди украинской общественности Харькова. Уже в начале 1900 года студенческая общественность под его руководством дала в Харькове праздничный концерт, посвящённый 100-летию «Энеиды» И. Котляревского. 19 и 26 февраля того же года Михновский выступал перед участниками Шевченковских праздников в Полтаве и Харькове, призывал к вооружённой борьбе за права украинского народа. Участники сборов встретили этот призыв скептически, но тем не менее была молодёжь, которая восторженно слушала речь.

### Манифест «Самостійна Україна»
Приблизительно в то же время, в январе 1900 года, Николай Михновский в Харькове принял участие в создании Революционной украинской партии (РУП) — первой украинской политической самостийницкой организации Восточной Украины. Её руководители предложили Михновскому обобщить свои идеи в отдельной брошюре, которая появилась в том же году под названием «Самостійна Україна» и была издана во Львове тиражом 1000 экземпляров.
Какое-то время «Самостійна Україна» считалась программой РУП, но затем эта программа подверглась острой критике. Малороссийская интеллигенция приняла этот манифест крайне враждебно. Недовольство позицией Михновского началось и в самой РУП, поскольку «Самостійна Україна» не содержала социальной программы, тогда как члены РУП тяготели к социализму. В результате Михновского обвинили в шовинизме и чрезмерном радикализме. Газета РСДРП «Искра» раскритиковала ее: «Первой официальной брошюрой Украинской Революционной Партии была дико-шовинистическая „Самостійна Україна“ (Независимая Украина). На ней не так отразился шовинизм партии, как шовинизм её автора, который, к слову сказать, к партии никогда не принадлежал».
Несмотря на шквал критики в свой адрес, Николай Михновский в конце 1900 года, в ответ на запрет официальной власти сделать надпись на украинском языке на памятнике Котляревскому в Полтаве, от имени той же РУП написал «открытое письмо министру Сипягину», которое заканчивалось словами:
Украинский народ должен сбросить господство чужеземцев, поскольку они выжигают душу самой нации. Должен добыть себе свободу, даже если зашатается от этого целая Россия! Должен добыть себе освобождение от рабства национального и политического, даже если прольются реки крови! А та кровь, которая прольётся, падёт как народное проклятье на вашу голову, господин министр, и на головы всех угнетателей нашего народа.

### СозданиеУкраинской народной партии(УНП)
В 1902 году, в связи с тем, что в Революционной украинской партии начали брать верх социалистические и автономистские тенденции, Михновский вместе с немногочисленными единомышленниками вышел из РУП и в начале 1904 года создал Украинскую народную партию (УНП), которая провозгласила своей целью борьбу за независимость Украины. Михновский стал её лидером и главным идеологом, автором программы УНП и других партийных документов, которые на долгие годы оставались основополагающими работами для многих поколений украинских националистов.
Наибольшую популярность приобрёл своеобразный манифест самостийников «Десять заповедей УНП», написанный в 1903 году. «Мы боремся против иностранцев не потому, что они иностранцы, а потому что они эксплуататоры», — так объяснял Михновский свою позицию. Таким образом, национализм Михновского имел скорее оборонительный, защитный характер. Он был противодействием государственному шовинизму господствующей нации[какой?]. Такой же мысли придерживались большевики, лидер которых, Владимир Ленин, утверждал, что необходимо разделять национализм угнетённой нации и господствующей нации. Национализм первых, по его мнению, несёт в себе позитивный заряд борьбы за национальное освобождение и может быть оправдан.
В то же время в "Декалоге содержались такие радикальные лозунги как: «Все люди — твои братья, но москали, ляхи, венгры, румыны и евреи — это враги нашего народа, пока они господствуют над нами и обирают нас. Украина — для украинцев! Итак, выгони отовсюду с Украины чужаков-угнетателей. Всегда и везде используй украинский язык. Пускай ни жена твоя, ни дети твои не оскверняют твой дом языком чужаков-угнетателей».
Несмотря на свою малочисленность, самостийники упорно искали путь к расширению своего влияния, повышению национального самосознания, воспитанию у украинцев чувства принадлежности к великому народу со славным прошлым, пропаганде идей независимости Украины. Эти идеи Михновский популяризировал в периодических изданиях, которые основывал одно за другим, несмотря на административные запреты: «Независимая Украина» (1905), «Хлебороб» (1905), «Слобожанщина» (1906), «Сноп» (1912—1913).
Пытаясь использовать любые возможности для агитационной работы, в 1909 году Михновский создал товарищество взаимного кредитования, которое полиция рассматривала как «легальное прикрытие групп украинцев», обсуждающих политические вопросы. В 1912—1913 годах Михновский активно работал в Харьковском товариществе имени Квитки-Основьяненко. Полиция небезосновательно подозревала Михновского и других членов УНП в использовании этой организации для пропаганды самостийницких взглядов.

### Протест УНП против российской политики
См. также Украинский национализм.
Ещё в своём первом выступлении на тему необходимости вооружённой революционной борьбы за права украинского народа 19 февраля 1900 года Николай Михновский высказался в пользу террористических методов борьбы.
В 1904 году, когда в России праздновалось 250-летие «воссоединения Малороссии и Великороссии», УНП в знак протеста решила взорвать в Харькове памятник Пушкину. В Киеве и Одессе планировалось взорвать памятники российским императорам (в Одессе — Екатерине Великой). Акцию в Харькове осуществила подпольная боевая организация УНП «Оборона Украины», которой руководил Виктор Чеховский. На месте изуродованного памятника Пушкину (пострадал пьедестал, сам же памятник демонтировали только в ноябре 2022 года) были разбросаны листовки националистического содержания с призывом «бороться за своё национальное освобождение». Тем не менее, теракт не возымел ожидаемого эффекта — реакция общества была отрицательной, и даже орган РУП назвал исполнителей акции «кружком политических придурков».

### Критика со стороны оппонентов Михновского
В своём стремлении довести свои идеи до народных масс, до широких слоёв украинской интеллигенции, самостийники были вынуждены преодолевать сопротивление не только царской бюрократии и русифицированной культурной элиты — они сталкивались с непониманием, а то и открытой неприязнью со стороны и социалистов, и умеренных украинских деятелей. Фактически им противостояли все остальные политические силы.
- Михаил Грушевский видел в Михновском человека «со способностями, но и с ещё бо́льшими амбициями, с сильной склонностью к авантюризму, интригам и демагогии». В своих поздних воспоминаниях даже называл его «фашистом»[8].
- Симон Петлюра критиковал Михновского на страницах журнала «Украина», обвиняя его в «ограниченности» и «узкости».
- Владимир Винниченко в одном из своих ранних юмористических произведений «Поміркований та щирий» создал непривлекательный образ самостийника Данилы Неприкосновенного, в котором можно узнать черты Николая Михновского.
- Осип Мончаловский, галицкий общественный деятель русофильского направления, подверг резкой критике брошюру Михновского «Самостоятельная Украина» в ответной брошюре под названием «Мазепинство».
- Е. Чикаленко писал об антисемитизме Михновского (в чём последнего поддерживала О. Пчилка), из-за чего тот даже был готов на союз с русскими националистами[9].

Вне узкого круга единомышленников Михновский оставался непонятным, нежелательным и даже небезопасным, но это не заставило его перейти на позиции «умеренного украинства».
Совершенно по-другому воспринимали Михновского его друзья и единомышленники. Один из них, Николай Евтимович, охарактеризовал его так:
Николай Михновский — это украинская стихия,… которую сдерживает лишь сильный и благородный ум. Это был высокообразованный и опытный юрист, тонкий психолог, удачливый инициатор, выдающийся организатор, блестящий оратор, талантливый публицист, умный и тактичный руководитель, интуитивный военачальник, превосходный знаток нашего прошлого, нашей истории и быта, типичный революционер, то есть человек, способный на решительные действия. Воспитанный в добрых украинских традициях, выросший в украинском селе, Николай Михновский был образцом украинской расовой культуры, украинским аристократом во всех значениях этого понятия.

### Деятельность наДонбассеи наСлобожанщине
Последние пять-шесть лет перед Первой мировой войной Михновский посвятил пропаганде национальных идей среди тех, кто до сих пор был достаточно далёк от украинского национального движения, а именно среди промышленников и зернопроизводителей Слобожанщины и Донецкого бассейна. Михновский уже тогда понимал, что государства создаются не только национальной интеллигенцией, но прежде всего производящими классами и организаторами крупных предприятий. Он и сам принял активное участие в организации соляной промышленности в Славянском районе. Под его влиянием немало промышленников приняли участие в украинском национальном движении. Так, сын и дочь известного организатора угольной промышленности в Донецком районе Алексея Алчевского под влиянием Михновского включились в национальное движение, Христина Алчевская стала одной из известных украинских поэтесс.

### Начало Первой мировой войны
С началом Первой мировой войны Михновский попал на фронт, но вскоре перевёлся в Киев, где служил в ранге поручика в Киевском военном окружном суде. Пребывание в новой среде заставило его задуматься над тем, как заложить фундамент будущей украинской армии. Он полагал, что каждый российский военнослужащий-украинец должен считать себя воином будущей украинской армии. Зная о том, что собой представляет легион украинских сечевых стрельцов австрийской армии, Михновский намеревался инициировать создание украинских частей и в российской армии, однако в ту пору его замысел не нашёл необходимой поддержки.

## Революция 1917 года
С началом революционных событий 1917 года Михновский активно включился в политическую борьбу. 15 марта он собрал своих единомышленников и заявил о создании альтернативной Центральной рады, декларировавшей курс на независимость Украины. Но перед Михновским сразу же встала острая дилемма: или продолжать вместе с единомышленниками строить свою собственную Раду с целью скорейшего провозглашения Украинского государства и вызвать в свой адрес обвинения в расколе «украинского лагеря», либо присоединиться к Центральной раде — в надежде убедить оппонентов в необходимости провозглашения независимости. В итоге был выбран второй вариант: в конце марта «самостийники» Михновского вошли в состав Центральной рады. Это, однако, не решило ни одну из проблем: серьёзные расхождения во взглядах возникли уже во время написания первого совместного воззвания. Увидев, что в дискуссиях только впустую тратится драгоценное время, Михновский полностью себя посвятил созданию украинской армии.
На территории Украины располагались части и соединения Юго-Западного фронта. Линия фронта на начало 1917 года составляла 615 км. В декабре 1916 года был создан Румынский фронт, который частично также захватывал территорию Украины. Согласно статистическим данным, на начало 1917 г. из 6798 тыс. военнослужащих действующей российской армии и 2260 тыс., находившихся в запасных частях, украинцы составляли 3,5 млн. Треть российской армии (25 корпусов) размещалась на Украине. Юго-Западный фронт (Особая, 7-я, 8-я и 11-я армии) на 1 апреля 1917 г. насчитывал 2315 тыс. солдат и офицеров, а с тыловыми частями и органами — 3265 тыс., из которых 1,2 млн составляли украинцы. Румынский фронт (4-я, 6-я и 9-я армии, а с 25 июня 1917 года также переданная в его состав 8-я армия) насчитывал 1007 тыс., а с тыловыми частями — 1500 тыс. солдат и офицеров, 30 процентов которых составляли украинцы. В прифронтовых и ближайших тыловых городах, по некоторым подсчётам, находилось 44 гарнизона, насчитывавших 452,5 тыс. солдат и офицеров, в том числе в Киевской губернии 7 гарнизонов численностью 120 тыс., в Волынской — 11 гарнизонов численностью 65,5 тыс., в Подольской — 15 гарнизонов численностью 88 тыс., в Херсонской — 5 гарнизонов численностью 145 тыс. и в Бессарабской — 6 гарнизонов численностью 55 тыс. Утверждается, что на Черноморском флоте украинцы составляли ок. 65 % личного состава, а русские — лишь 28 %.
Революционные процессы весны 1917 года привели к крайней политизации российской армии. Огромную роль в этом сыграл известный Приказ № 1 Петросовета, которым в армии вводились солдатские комитеты, наделённые широкими правами, а офицерам отводилась роль и положение классового врага, что в основном и привело к развалу армии и превращению её в неконтролируемую силу. В марте — апреле 1917 года в тыловых и фронтовых частях в массовом порядке возникали украинские войсковые комитеты — выборные армейские органы, создававшиеся по национальному признаку. Украинские войсковые комитеты стояли на демократических позициях, противостояли попыткам захвата власти насильственным путём и, в основном, поддерживали решения официальных органов. Комитеты брали под свой контроль хозяйственные вопросы, предоставление увольнений и отпусков, пытались осуществлять собственную кадровую политику, организовывали и развивали политическую агитацию среди солдатских масс.

### Попытки создания украинской армии
По инициативе Михновского 6-11 (19-24) марта в Киеве состоялись три массовых митинга военнослужащих Киевского гарнизона. На первом 6 (19) марта было принято решение начать работу по созданию украинской армии. 9 (22) марта была сформирована Учредительная войсковая рада, а 11 (24) марта на митинге с участием свыше тысячи солдат и офицеров было принято решение о формировании Первого Украинского добровольческого полка и было выбрано Временное войсковое бюро.
16 (29) марта был создан «Украинский военный клуб имени гетмана Павла Полуботка», который возглавил Михновский. Участники определили своей главной целью «объединение всех воинов-украинцев для безотлагательной организации национальной армии …, без которой невозможно даже помыслить о завоевании полной свободы Украины». Задача непосредственной организации украинских войсковых частей возлагалась на Украинский войсковой организационный комитет, который возглавил полковник М. Глинский. Полковник Глинский подал в штаб Киевского военного округа проект сформирования полка общей численностью 5 600 штыков. Получив отказ, «полуботковцы» решили приступить к формированию полка на свой страх и риск, используя тактику «свершившихся фактов», чтобы таким образом создать прецедент организации первой украинской войсковой части. 5 (18) апреля в Киеве было объявлено о создании из солдат-добровольцев киевского этапного пункта Первого украинского казачьего полка им. гетмана Богдана Хмельницкого.
О деятельности Украинского войскового организационного комитета Михновский доложил на Всеукраинском национальном съезде (6—8 (19—21) апреля 1917 года). Съезд выбрал Михновского членом Центральной рады от «Украинского военного клуба имени гетмана Павла Полуботка».

### Конфликт с Центральной радой
Уже в это время, однако, среди ведущих политических сил Украины выявились резкие различия по вопросу о национальной армии. «Полуботковцы»-«самостийники» во главе с Михновским настаивали на необходимости создания сильной национальной армии, считая её залогом самостоятельности Украины. Социалистическое большинство Центральной рады, однако, ограничивалось требованием автономии Украины в составе федеративной Российской республики и поэтому отрицало необходимость национальной армии, указывая на то, что демократическое общество в регулярной армии не нуждается. Согласно концепции руководства Центральной рады, армию следовало сохранить лишь до тех пор, пока Россия не победит в войне, после чего постоянную армию должна будет сменить народная милиция.
В руководстве Центральной рады усиливалось недовольство чрезмерно радикальными действиями Михновского и популярностью «самостийников» среди украинских военных. Опасаясь вызвать недовольство Временного правительства, Центральная рада дистанцировалась от деятельности «полуботковцев» по созданию Первого украинского полка имени гетмана Богдана Хмельницкого, хотя даже командующий Киевского военного округа генерал М. Ходорович в конце концов согласился с возможностью формирования украинских национальных частей, а 20 апреля было получено разрешение Ставки верховного главнокомандующего на формирование отдельного украинского отряда на базе запасных частей Киевского военного округа. В свою очередь, 21 апреля командующий Юго-Западного фронта генерал Брусилов дал разрешение на формирование полка численностью не более 500 человек. С фактическим созданием первой украинской части вынужден был смириться и военный министр Керенский.
Радикальные действия Михновского и его сторонников, требовавших от Центральной рады решительных шагов по утверждению суверенитета Украины, особенно в вопросах военной политики, поставило их в оппозицию к умеренному социалистическому руководству Центральной рады, которое, однако, не могло упускать из виду динамичное развитие национального движения в армии и сознавало необходимость укрепления своих позиций в армии и поддержания своей ведущей роли среди украинцев-военнослужащих. Для руководства решением военных вопросов 26 апреля 1917 г. Центральная Рада создала Военную комиссию, в которую позже также вошли представители от армии. Была поддержана инициатива клуба имени П. Полуботка провести в начале мая военный съезд с целью координации национального движения в армии и создания единого руководящего органа для формирования украинских частей.
Первый Всеукраинский военный съезд состоялся 5—8 (18—21) мая 1917. Со всех фронтов, флотов, гарнизонов и округов не только Украины, но и всей Российской империи на него съехалось более 900 делегатов. Противостояние между «самостийниками» и социалистами-«автономистами» проявилось уже при избрании председателя съезда. От киевских военных организаций предлагали кандидатуру Михновского как человека, имеющего «огромные заслуги в деле организации украинских войсковых частей и создания украинского военного движения». От сторонников социалистического направления был выдвинут Симон Петлюра. После острых и продолжительных дебатов пришли к компромиссному решению: избрать не председателя съезда, а президиум, члены которого по очереди будут вести заседания. Петлюра таким образом представлял фронтовые части, Михновский — тыл, В. Винниченко — Центральную раду, матрос Грамотный — Балтийский флот. Почётным председателем съезда делегаты избрали М. Грушевского и пригласили в президиум командира Украинского полка имени Б. Хмельницкого полковника Ю. Капкана.
Несмотря на явный радикализм делегатов и намерения Михновского и его сторонников использовать съезд для того, чтобы потребовать от руководства Центральной рады приступить к немедленной организации национальных вооружённых сил, «самостийницких» взглядов придерживалось меньшинство, так что идею немедленной национализации армии по национально-территориальному принципу Михновскому провести не удалось.
Доминирующей на съезде стала автономистская идея социалистических партий, представители которых преобладали в Центральной раде. Они категорически отрицали необходимость создания собственных силовых структур. Под влиянием выступлений В. Винниченко съезд принял резолюцию «Об украинской народной милиции»: украинская армия после войны должна стать «армией народа (народной милицией), единственной целью которой будет охрана интересов и прав народа».
На съезде Михновский был избран в состав Украинского генерального войскового комитета (УГВК).
Когда же через несколько дней после обнародования II Универсала «полуботковцы» сформировали из добровольцев ещё одну часть, которая провозгласила себя Вторым украинским имени гетмана Павла Полуботка казачьим полком, эти действия не были признаны ни Временным правительством, ни Центральной радой. Последнюю крайне испугало появление в Киеве «самостийницкого» войска. Владимир Винниченко посетил полк и призвал солдат вернуться в свои части и отправиться на фронт. УГВК дал распоряжение интендантской службе приостановить поставку продовольствия, мундиров, оружия.
Результат оказался прямо противоположным: полуботковцы попытались осуществить военный переворот с целью провозглашения независимой Украины. Существовал план восстания, очевидно, разработанный самим Михновским, рискованный и довольно авантюристический. В ночь с 3 на 4 июля полк вышел из казарм и захватил арсенал и центральную часть Киева. Но выступление не поддержала Центральная Рада, которая ещё надеялась получить украинскую автономию политическим путём. 6 июля повстанцы сложили оружие, часть из их была арестована. Военная прокуратура начала следствие, которое продолжалось вплоть до октября 1917 года.
Прямых доказательств участия Николая Михновского в восстании не было. Его задержали, хотя следствие против него не велось. Небезопасного конкурента, «авантюриста», Центральной Раде надо было убрать из Киева. По просьбе Владимира Винниченко и Симона Петлюры военные под охраной жандармерии отправили его на Румынский фронт для прохождения службы. Точно так же, на фронте или в военных тюрьмах, оказалось и много других сторонников Михновского.

## «Полтавский период»
На Румынском фронте Николай Михновский пребывал до Октябрьской революции. На Украину он вернулся поздней осенью 1917 года, поселился на Полтавщине, где Лубенское земство его вскоре выбрало мировым судьёй. В то время в регионе набирала силы новая политическая организация — Украинская демократическо-хлеборобская партия (УДХП), единственная несоциалистическая партия Украины. Её основателями были давние друзья Михновского — братья Владимир и Сергей Шеметы и известный историк и политический деятель Вячеслав Липинский. УДХП отстаивала государственную независимость Украины, республиканский государственный строй с президентом и представительской властью. Партия выступала за ликвидацию помещичьих владений, но в отличие от эсеров говорила о возможности частной собственности на землю и ориентировалась на мощное фермерское хозяйство. Николай Михновский начал склоняться к монархическому принципу организации власти на Украине, и теперь, отбросив в сторону социалистические иллюзии, связывал будущее Украины с реализацией демократическо-хлеборобской программы. Он ушёл в деятельность УДХП, надеясь расширить её влияние на всю Украину.

### Участие в гетманском движении
Новая страница биографии Михновского началась после его переезда в Киев, который к тому времени уже оккупировала немецкая армия. УДХП, которая выступала с острой критикой политики Центральной Рады, поддержала государственный переворот 29 апреля 1918 года. Однако его отношения с гетманом Павлом Скоропадским тоже оказались непростыми.
В своих «Воспоминаниях» Павел Скоропадский упомянул, что все, кого он просил оценить Михновского, предостерегали, чтобы он в любой ситуации не приглашал Михновского на какую-либо должность у власти. Сам Скоропадский не мог понять, почему к Михновскому такое единодушное негативное отношение. Сам он «в Михновском ничего плохого не видел, кроме его крайнего шовинистического украинского направления мысли». Несмотря на это, гетман серьёзно рассматривал Михновского как кандидатуру на пост премьер-министра Украинского государства. Ему импонировали антисоциалистические взгляды и признание им права крестьян на частную собственность на землю. Не забыл Павел Скоропадский и того, что Украинская демократическо-хлеборобская партия сыграла большую роль в свержении Центральной Рады.
Эти события Скоропадский вспоминал так:
С Полтавской губернии от нескольких советов в Киев прибыло несколько сотен хлеборобов, которые принадлежали УДХП, и возглавлял их, насколько помнится, Шемет Сергей. Хлеборобы требовали изменений в Третий Универсал Центральной Рады, в котором, как известно, ликвидировалась частная собственность. Появление неподдельных крестьян, людей земли, людей непереубедимых… вызвало сильное впечатление в Киеве. С одной стороны, враги Рады подняли голову, с другой стороны, в рядах Центральной Рады появилась ещё большая растерянность… эти крестьяне были непереубеждённые самостийники, сторонники за независимость… прошедшие школу Михновского… создание Украины и мелкая частная собственность была их девизом, хотя они всё отбрасывали.
Однако Павла Скоропадского убедили в конце концов не назначать Михновского премьер-министром, и он предложил ему должность «бунчужного товарища», то есть своего личного советника. От этого амбициозный Николай Михновский, естественно, отказался. Вместе с УДХП он стал в оппозицию к гетманскому режиму, однако партия отказалась вступать в Украинский национальный союз, который готовил заговор против гетмана.
Николай Михновский приложил немало усилий, чтобы трансформировать гетманский политический режим в действительно народную украинскую власть. Он был автором серии документов с критикой состава власти и его политики, подчинённой непосредственно Гетману. Михновский входил в состав делегаций, которые обращались к немецкой оккупационной власти.
Не доверяя социалистам, Николай Михновский, как и все хлеборобы-демократы, не поддерживал идею массового антигетманского восстания. Когда же оно началось и разгорелась борьба между республиканским войском Симона Петлюры и остатками гетманских вооружённых формирований, он был среди тех, кто выступал за примирение сторон, создание коалиционного украинского кабинета при сохранении гетманской власти. С таким предложением, составленным Михновским, в Одессу отправилась украинская делегация к руководству экспедиционных войск Антанты, которую возглавлял Шемет Сергей. Замысел состоял в том, чтобы союзники помогли в примирении сторон (делегация направилась с просьбой о посредничестве). Одновременно Михновский с той же целью выехал в Харьков, где пребывало одно из лучших формирований республиканских войск — Запорожский корпус. Но обе миссии окончились провалом.

### Попытка свержения Директории УНР
Отношение Михновского к Директории было открыто негативным. Он предвидел, что социалистический режим своей экстремистской политикой приведёт к дальнейшей анархии в сельском хозяйстве и промышленности, развалу административного аппарата, распаду армии и сделает Украину бессильной перед большевистской Россией. В конце 1918 — начале 1919 гг состояние УНР стало критическим. «Надо что-то делать! Иначе — конец Украине! Страна наша погибнет» — заявил на совете руководства УДХП Николай Михновский.
Хлеборобы-демократы разработали план отстранения Директории от власти. Он состоял в том, чтобы с помощью двух наиболее боеспособных объединений украинской армии — Запорожского корпуса полковника Петра Болбочана и Корпуса Украинских сечевых стрельцов полковника Евгения Коновальца — установить на Украине военную диктатуру. Решение УДХП было однозначным — «Необходимо ехать к Болбочану. Единственная надежда на него». Кроме этого, Михновский хотел предложить полковнику пополнить его военные части «добровольцами-хлеборобами», которых в то время насчитывалось примерно 3 тысячи. В дальнейшем УДХП после переговоров с «Союзом хлеборобов-собственников» высказали готовность собрать ещё примерно 40 тысяч человек. В основном это были представители украинских средних и мелких землевладельцев, которые понимали, что власть большевиков несёт им полное уничтожение.
Однако эта миссия стала его последней политической акцией. Запорожский корпус он настиг в Кременчуге, но на следующий день по приказу Петлюры Петра Болбочана арестовали. Николай Михновский заболел тифом и попал в больницу. Когда в город ворвались большевики, Михновского арестовали, однако быстро освободили по просьбам местной интеллигенции. Даже некоторые из большевиков помнили его выступления на судебных процессах в защиту крестьян. Позднее Михновский имел контакты с атаманом М. Григорьевым. Есть свидетельства, что ему принадлежало авторство главных обращений, с которыми атаман обращался к украинским крестьянам.

## Последние годы жизни

### Жизнь на Кубани
Тяжёлая болезнь подорвала здоровье Михновского. К тому же он был полностью исключён из политической жизни. Какое-то время жил на Полтавщине, затем, опустошённый постоянными неудачами, истощённый физически и морально, разочарованный в украинской элите, которая выявила свою полную недееспособность, выезжает на Кубань. В 1920 году Николай Михновский оказался в Новороссийске, откуда безуспешно пытался эмигрировать. Когда деникинцы под натиском Красной Армии эвакуировались, Михновский попытался воспользоваться этой возможностью и уехать с ними, но его, как «известного непримиримого врага России», на корабль не взяли. Четыре года Николай Михновский жил на Кубани. Поселился в станице Полтавской, начал работать учителем, какое-то время служил в кооперации.

### Возвращение вКиев
В 1924 году Николай Михновский вернулся в Киев, где 2 мая был вызван на допрос органами ОГПУ. Сложно сказать, как велось следствие, было ли вообще открыто дело Михновского. Известно лишь то, что вернувшись с допроса он впал в меланхолию.
Уже на следующий день, 3 мая 1924 года Николая Михновского нашли повешенным в саду Владимира Шемета. Среди украинской общественности и учёных долгое время длилась дискуссия по поводу причин смерти известного политического и общественного деятеля. Так, долгое время существовала версия, что смерть Михновского — дело рук ОГПУ. Однако эту версию опровергает свидетельство Ждана Шемета — сына Владимира Шемета, у которого проживал свои последние дни Михновский. В 1998 году Ждан Шемет впервые засвидетельствовал, что его отец нашёл в кошельке покойного записку с таким текстом:

Хочу умереть своей смертью! Как в той поговорке: как ни крутись, а от смерти не уйдёшь. Передайте мой привет тем, кто меня помнит. Ваш Николай.
Оригинальный текст (укр.)Волію вмерти власною смертю! І сюди круть, і туди верть, однаково в черепочку смерть, як каже приказка. Перекажіть моє вітання тим, хто мене пам'ятає. Ваш Микола.

## Наследие
Всю жизнь Михновский отстаивал идеи, которые не поддерживало большинство. Получил стойкую репутацию сложного человека, с которым трудно общаться. Чрезвычайная требовательность сужала круг его друзей: близким становился только тот, кто разделял его взгляды. Михновский оставил после себя небольшое творческое наследие — публицистику, политологические статьи и программные документы. И тем не менее эти работы составили целую эпоху в украинской социально-политической мысли.
Самый близкий друг Михновского, Сергей Шемет, позже вспоминал:

Это было большое сердце. В нём пылал такой огонь любви к Украине, что в другой стране он зажёг бы миллионы сердец желанием патриотического подвига, а среди нашей интеллигенции огнём этим загорелись лишь единицы. Наибольшей его заслугой было придание великого творческого размаха украинским национальным чувствам. Маленькую любовь к песням и вышиванкам он разжёг в пламя великой любви к Украине.

В 2008 году в Туровке, на родине Михновского, стараниями сельского головы центральная улица (ранее Ленина) была названа в его честь, а в 2013 году в связи со 140-летием был установлен памятник. Улица Михновского есть в Харькове, а во Львове — улица Братьев Михновских. При участии Петра Лабута и Ждана Шемета было найдено место захоронения Михновского на Байковом кладбище, и в 2008 году на могиле был установлен памятник. Мемориальные доски установлены в Харькове (2003), Львове (2007), Прилуках (2013). В 2017 бюст с памятника исчез. В декабре 2022 года именем Михновского названа улица в Киеве.

## Десять заповедейУкраинской народной партии
Десять заповедей УНП
наравне с брошюрой «Самостийная Украина» стали самым известным произведением и наследием Николая Михновского, который, без сомнения, оказал большое влияние на установление, развитие и формулирование украинского национализма. Разработаны эти заповеди были лично Н. Михновским в 1904 году как своеобразный партийный «кодекс чести» для членов УНП и желающих вступить в партию.
Вот эти заповеди:

1. Одна, единая, неделимая, от Карпат и до Кавказа независимая, свободная, демократическая Украина — республика рабочих людей.
2. Все люди — твои братья, но москали, ляхи, венгры, румыны и евреи — это враги нашего народа, пока они господствуют над нами и обирают нас.
3. Украина — для украинцев! Итак, выгони отовсюду с Украины чужаков-угнетателей.
4. Всегда и везде используй украинский язык. Пускай ни жена твоя, ни дети твои не оскверняют твой дом языком чужаков-угнетателей.
5. Уважай деятелей родного края, ненавидь врагов его, презирай оборотней-отступников — и хорошо будет всему твоему народу и тебе.
6. Не убивай Украину своим равнодушием к всенародным интересам.
7. Не становись ренегатом-отступником.
8. Не обворовывай собственный народ, работая на врагов Украины.
9. Помогай своему земляку прежде всех, держись в центре товарищей.
10. Не бери себе жену из чужаков, поскольку твои дети будут тебе врагами, не дружи с врагами нашего народа, поскольку ты даёшь им силу и отвагу, не создавай союзы с угнетателями нашими, поскольку будешь предателем.
Оригинальный текст (укр.)
1. Одна, єдина, неподільна, від Карпат аж до Кавказу самостійна, вільна, демократична Україна — республіка робочих людей.
2. Усі люди — твої браття, але москалі, ляхи, угри, румуни та жиди — се вороги нашого народу, поки вони панують над нами й визискують нас.
3. Україна для українців! Отже, вигонь звідусіль з України чужинців-гнобителів.
4. Усюди й завсігди уживай української мови. Хай ні дружина твоя, ні діти твої не поганять твоєї господи мовою чужинців-гнобителів.
5. Шануй діячів рідного краю, ненавидь ворогів його, зневажай перевертнів-відступників — і добре буде цілому твоєму народові й тобі.
6. Не вбивай України своєю байдужістю до всенародних інтересів.
7. Не зробися ренегатом-відступником.
8. Не обкрадай власного народу, працюючи на ворогів України.
9. Допомагай своєму землякові поперед усіх, держись купи.
10. Не бери собі дружини з чужинців, бо твої діти будуть тобі ворогами, не приятелюй з ворогами нашого народу, бо ти додаєш їм сили й відваги, не накладай укупі з гнобителями нашими, бо зрадником будеш.

## Память
- Улица Николая Михновского в Харькове[16].
- Улица Николая Михновского в Одессе[17].
- Улица Николая Михновского в Днепре[18].
- Улица Михновского Николая в Броварах[19].
- Бульвар Николая Михновского в Киеве
- Улица Николая Михновского в Лубнах Полтавской области